# Wilhelm Goldmann (Politiker, 1875)
Wilhelm Goldmann (* 15. Oktober 1875 in Karchowitz, Kreis Gleiwitz; † unbekannt) war ein Abgeordneter der deutschen Minderheit im Schlesischen Parlament.

## Leben
Goldmann, Sohn eines Mühlenbesitzers, besuchte die Seminarschule in Peiskretscham und die Oberrealschule in Gleiwitz. Ab 1895 arbeitete er im Bergbau, von 1900 bis 1902 besuchte er die oberschlesische Bergschule in Tarnowitz. Anschließend arbeitete er bei der Vereinigten Königs- und Laurahütte in Laurahütte als Steiger, später als Betriebsführer und Bergverwalter.
1922 wurde er als Abgeordneter der Katholischen Volkspartei ins Schlesische Parlament gewählt. Er saß ferner für die Zentrumspartei in der Stadtverordnetenversammlung von Königshütte und gehörte dort auch als unbesoldeter Stadtrat dem Magistrat an.